# Angel Dust (manga)
(Inizio del primo capitolo)
Angel/Dust (エンジェル/ダスト?, Enjeru/Dasuto) è un manga di Aoi Nanase del 2000, pubblicato in Italia nel 2004 da Panini Comics, sotto l'etichetta editoriale Planet Manga. Il manga, rifinito a computer al 99%, racconta la storia di una ragazza che impara gradualmente ad amare se stessa.

## Trama
Fermatasi in un parco mentre va a scuola, Yuina Hatori assiste all'arrivo di un angelo da una distorsione spazio-temporale. L'angelo, il cui nome è Seraph e che era all'inseguimento di una misteriosa creatura dalle ali nere, non è veramente un essere celeste, ma un emulate, un bioroide immortale creato con fattezze umane dagli abitanti di un lontano pianeta andato distrutto. Baciandola all'improvviso, Seraph stipula un contratto con Yuina per scambiarsi ricordi e sensazioni, rendendo la ragazza il suo master, che potrà fondersi con lei in un unico corpo e risvegliare i suoi poteri latenti.
Inizialmente infastidita dalla presenza dell'emulate, presto Yuina impara ad accettarla e le due diventano amiche, incontrando nuovamente la creatura dalle ali nere: si tratta di un altro emulate, Lucifer, che ha come master Akiho Kudo, amica d'infanzia di Yuina da tempo persa di vista e con la quale non è in buoni rapporti.
L'obiettivo di Lucifer è uccidere Seraph e per farlo non esita a prendere il controllo di Akiho, soffocandone coscienza e volontà. Yuina riesce infine a liberare l'amica, ma nel frattempo Lucifer scopre che la Terra è il pianeta natale degli emulate, uscito dal suo asse temporale, e decide di distruggerlo. Seraph fa però da scudo al pianeta, scomparendo con Lucifer, mentre Akiho e Yuina riescono a tornare amiche e a superare i propri traumi.

## Personaggi
Yuina "Yui" Hatori (羽鳥ゆいな?, Hatori Yuina)
Buona e generosa, frequenta la prima superiore. Dopo la morte della madre, è andata a vivere dalla zia perché il padre è troppo impegnato con il lavoro per occuparsi di lei. Prima dell'incontro con Seraph, ha un record scolastico di zero ritardi e zero assenze. Per non dare problemi alle altre persone, soffoca i suoi desideri e si tiene in disparte, evitando di entrare a far parte di un qualsivoglia club scolastico; questo è dovuto anche alla sua paura dei cambiamenti, che la blocca e le impedisce di esprimersi. Amante della musica, da piccola suonava il pianoforte, ma poi ha smesso di prendere lezioni. Ha bassi voti in Storia. Dopo la scomparsa di Seraph, dell'emulate le resta soltanto il pupazzo che le aveva regalato. Comincia anche a scrivere canzoni.
Seraph (セラフ?, Serafu)
Un bioroide di tipo emulate con codice gerarchico Seraph, è un angelo da combattimento che può fondersi con gli umani per aumentare le loro capacità. Prima di stipulare tramite un bacio un contratto con Yuina, il suo master precedente era una donna, nota come Cantrice del cielo, la cui passione era il canto. La donna, per la quale Seraph ha molta nostalgia, è stata uccisa nella guerra che ha causato la distruzione del pianeta natale degli emulate. È in grado di cambiarsi semplicemente modificando i dati della struttura molecolare del suo corpo e comincia a vivere con Yuina e sua zia. Dopo essersi frapposta tra la Terra e Lucifer, scompare, ma non muore.
Lucifer (ルシフェル?, Rushiferu)
Uno dei sette emulate macchiatisi della colpa di essersi ribellati al master, odia gli umani, che considera creature violente e arroganti. Stipula un contratto con Akiho e s'infiltra a scuola come Saeki, professoressa d'inglese che sostituisce la professoressa Yamazaki, vittima di un incidente. Decide di distruggere la Terra per liberarsi dalle catene che le sono state imposte quando ha attaccato il master, che a lei aveva preferito un altro emulate, ed essere finalmente libera.
Akiho "Aki" Kudo (久遠あきほ?, Kudo Akiho)
Amica d'infanzia di Yuina e nuova studentessa nella sua stessa classe, le due ragazze non si vedono dalle medie. Ha un carattere arrogante e stipula un contratto con Lucifer per vendicarsi di Yuina, che, quando erano alle medie, ottenne l'assolo, che voleva anche lei, ma finì per fare scena muta una volta sul palco. Inoltre, Akiho voleva soddisfare le aspettative del padre, che le aveva detto che poteva essere seconda a chiunque, ma non a Yuina. Alla fine, dopo essere stata liberata dal controllo di Lucifer, torna amica di Yuina.

## Concetti chiave
La storia di Angel Dust risulta caratterizzata da un forte simbolismo. Spesso controversa, ha lo scopo di indagare sulla natura degli angeli e su cosa potrebbe accadere alla Terra se essa non fosse unica, ma una delle tante facce di un cristallo, ciascuna dotata di una propria dimensione spazio-temporale. Sia Seraph che Lucifer, infatti, sono "prodotti" della tecnologia umana e giungono sulla Terra "di Yuina" dopo la distruzione della "loro" Terra, probabilmente avvenuta a seguito di una guerra di portata mondiale. A chiusura della storia, Lucifer cerca di distruggere l'intera umanità, affermando chiaramente di aver compreso ciò che invece Seraph non riesce ancora a vedere, ovvero la reale natura del pianeta su cui si stanno muovendo. Lucifer comprende che distruggendo l'attuale umanità può, in un certo senso, influenzare le sorti toccate alla Terra della sua dimensione, come se i due angeli avessero in qualche modo viaggiato nel tempo, piuttosto che nello spazio, ritrovandosi a vivere le vicende antecedenti all'evoluzione dell'umanità che avrebbe poi condotto alla creazione dei bioroidi.
Altro dettaglio a sostegno di tale tesi è rappresentato dalle vignette conclusive del manga: Seraph ricorda una canzone che la sua compagna era solita intonare, prima della distruzione del suo pianeta. Si tratterebbe di una melodia composta "prima ancora dell'inizio del tempo", stando alle parole della ragazza, probabilmente quella stessa canzone composta da Yuina mesi dopo il sacrificio di Seraph contro Lucifer.
In definitiva, si potrebbe dire che Angel Dust rappresenti un esperimento a proposito di un universo alternativo, il cui scopo non è quello di raccontare le vere e proprie vicende dei personaggi, quanto piuttosto di indagare sul concetto di dimensione, tanto temporale, quanto spaziale.
Da segnalare, in chiusura, le relazioni quasi esclusivamente yuri delle protagoniste, sebbene esse rimangano secondarie allo svolgersi delle vicende vere e proprie, e i costanti riferimenti a concetti tipici del Cristianesimo - dagli angeli, ai sette peccati capitali, nonché alle quattro virtù cardinali. Gli stessi nomi delle due bioroidi hanno estrazione biblica.